# Oligacanthorhynchus pardalis
Oligacanthorhynchus pardalis är en hakmaskart som först beskrevs av Westrumb 1821.  Oligacanthorhynchus pardalis ingår i släktet Oligacanthorhynchus och familjen Oligacanthorhynchidae. Inga underarter finns listade i Catalogue of Life.